# Meister Hugo

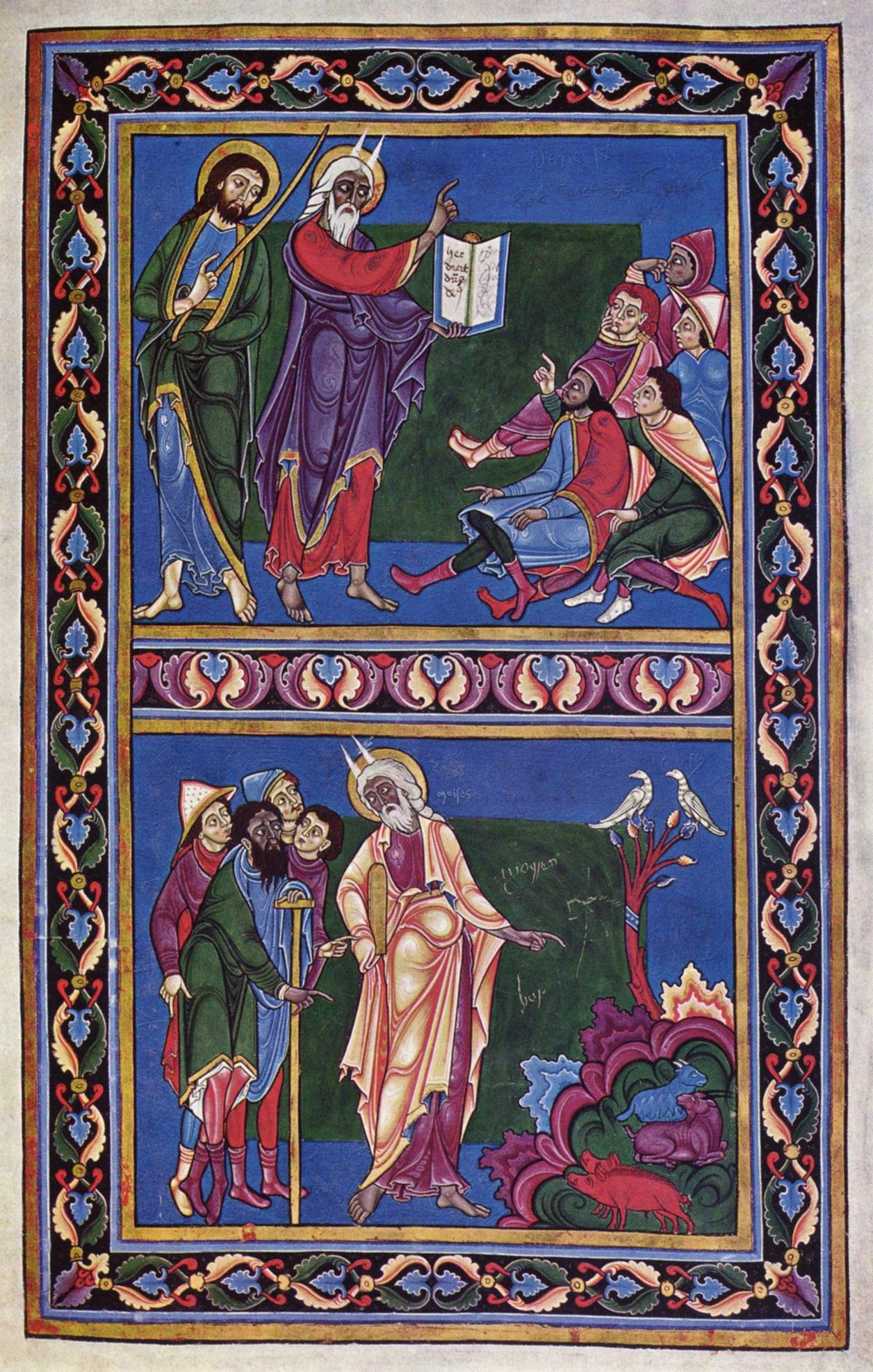
Meister Hugo: Moses und die Juden. Buchmalerei, ca. 1135–1140

Als Meister Hugo (engl. Master Hugo) ist in der Kunstgeschichte ein englischer Künstler des 12. Jahrhunderts  bekannt. Er war als Buchmaler vor allem in Bury St. Edmunds in England tätig. Dort malte er in der Benediktinerabtei St. Edmund in der Regierungszeit des Abtes Anselm zwischen 1121 und 1148 im Auftrag des Sakristans Herveus ein Bibelmanuskript aus. Hugo werden auch weiter plastische Kunstwerke zugeordnet. Aus den Annalen des Klosters sind sein Name und einige seiner Werke bekannt.

## Leben des Meisters
Meister Hugo war kein Mönch, sondern wohl ein Wanderkünstler. Wie auch gleichzeitig einige andere Künstler seiner Zeit war er im Kloster angestellt, wahrscheinlich über mehrere Jahre, da er mehrmals in den Chroniken erwähnt wird. Meister Hugo ist der älteste heute noch namentlich bekannte Künstler in England.

## Stil des Meisters
Meister Hugos in Anlehnung an  Byzantinischer Kunst geschaffenen Buchmalereien sollen die ihm nachfolgenden Maler stark beeinflusst haben.

## Werke des Meisters
Neben der Buchmalerei werden Meister Hugo auch andere Kunstwerke in St. Edmund zugeschrieben; z. B. hat er nachweislich Bronzetüren dort gegossen. Ein geschnitztes Kreuz aus Walross-Elfenbein, das aus St. Edmunds stammen soll und sich heute im Besitz des Metropolitan Museum of Art in New York befindet, wurde ihm von einigen Experten ebenfalls zugeschrieben.

## Die Bury Bibel
Das von Meister Hugo illuminierte und heute als die Bury Bibel bekannte Manuskript befindet sich seit 1575 in der Bibliothek des Corpus Christi College in Cambridge in England. Es ist ein bedeutendes Beispiel romanischer Buchmalerei aus dem England der Zeit der Normannen. Von dem ursprünglich zweibändigen Werk ist nur der erste Teil erhalten geblieben. Einige der sechs von wohl ursprünglich mehr Bildern sind auf separaten Seiten aus Pergament gemalt und in das Werk dann eingebunden. 42 gemalte Initialen sind erhalten.